# Port lotniczy Nkayi-Yokangassi
Port lotniczy Nkayi-Yokangassi – port lotniczy położony w Nkayi, w Republice Konga.